# Blancoa canescens
Blancoa canescens  là một loài thực vật có hoa trong họ Huyết bì thảo. Loài này được John Lindley mô tả khoa học đầu tiên năm 1839. Nó là loài đặc hữu miền tây Tây Australia và là loài duy nhất của chi Blancoa.
Tên chi Blancoa là đặt theo tên của Francisco Manuel Blanco (1778-1845), một tu sĩ dòng Augustinô kiêm nhà thực vật học người Tây Ban Nha. 

## Hình ảnh

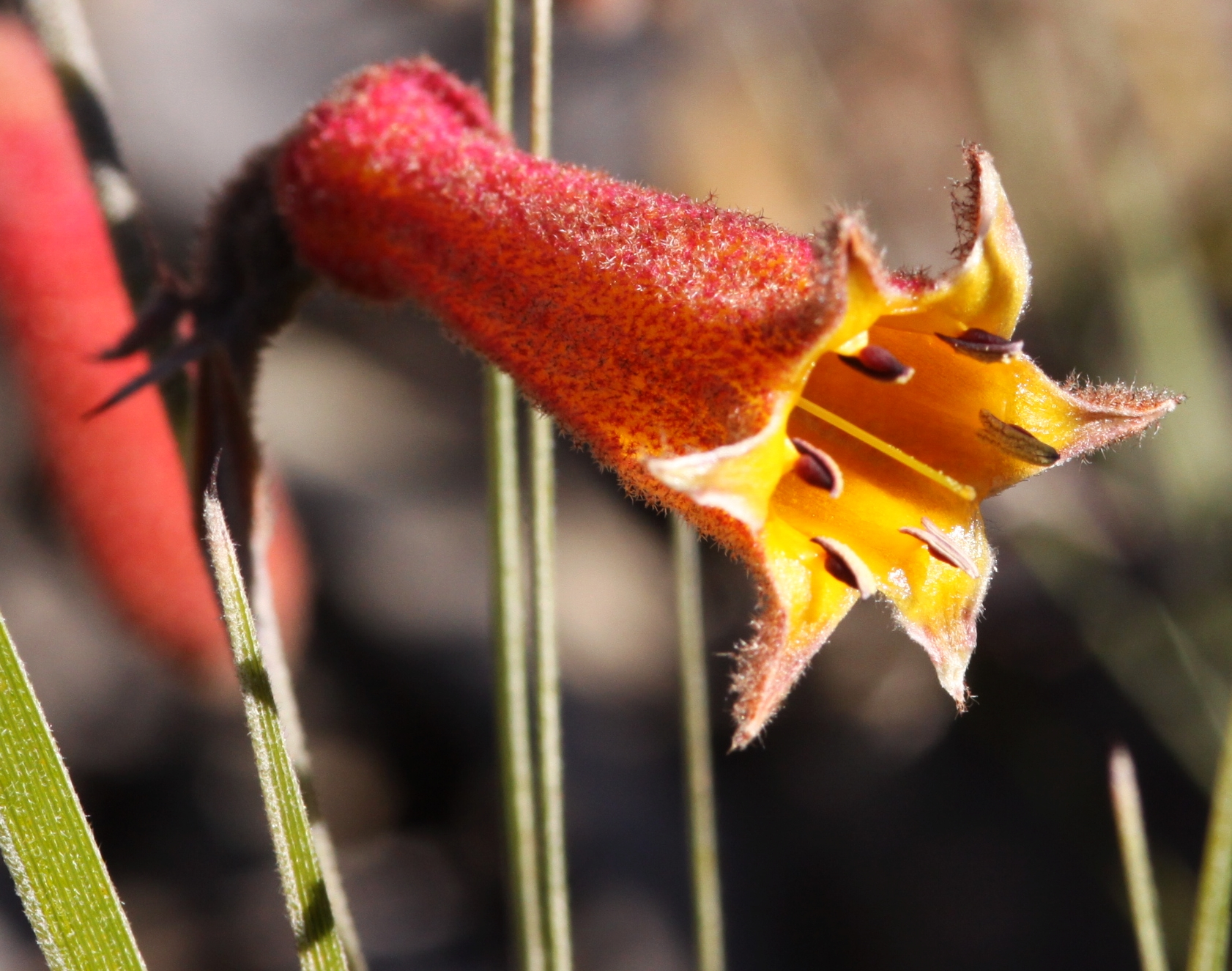